# 沙倫鎮區 (密歇根州)
沙倫鎮區（英語：Sharon Township）是位於美國密歇根州沃什特瑙縣的一個行政鎮區。

## 地方資料
沙倫鎮區的面積為98.06平方千米，當中陸地面積為96.89平方千米，而水域面積為1.17平方千米。根據2020年美國人口普查的數據，當地共有人口1817人，而人口密度為每平方千米18.53人。